# ۱ (آلبوم زارا لارسن)
«۱» نخستین آلبوم استودیویی از هنرمند اهل سوئد سارا لارشن است. این آلبوم در چارت‌های سوئد در رتبه اول قرار گرفت.